# A Lifetime to Repair
A Lifetime to Repair è un singolo della cantante australiana Kylie Minogue, pubblicato il 17 agosto 2018 come quarto estratto dal quattordicesimo album in studio Golden.

## Descrizione
A Lifetime to Repair è una canzone pop con forti influenze country. Il testo parla di relazioni che non hanno funzionato. Il sound è stato definito “strano”, dato che la prima metà si basa su chitarre country e la seconda sul pop grazie al quale Kylie Minogue è conosciuta.

## Lyric video
Un lyric video è stati pubblicato sul canale YouTube della cantante il 16 agosto. il video ruotava attorno all'idea di un album di ritagli, con frammenti di carta e nastri inclusi in tutto il video.